# Gerardo Vielba
Gerardo Vielba (Madrid, 6 de abril de 1921-ibidem, 4 de noviembre de 1992) fue un fotógrafo y crítico fotográfico español, presidente de la Real Sociedad Fotográfica desde 1964 a 1992.

## Infancia y juventud
Realizó estudios de dibujo en la escuela de Artes y Oficios de Madrid y con catorce años comenzó a realizar fotografías. Posteriormente realizó estudios de radiotelegrafista de aviación e ingeniero técnico aeronáutico, siendo profesor en esos estudios posteriormente. Por otro lado, mostró sus inquietudes creativas en otros áreas como en la literatura llegando a ser finalista en un premio de novela corta.

## Su actividad como fotógrafo
En 1954 entra como miembro en la Real Sociedad Fotográfica de Madrid participando activamente en la redacción de su boletín. Cuando en 1956 la Agrupación fotográfica almeriense (AFAL) crea una revista pionera en España en ese momento participa de un modo activo. Cuando en 1957 se creó el grupo La Palangana en el seno de la RSF por los fotógrafos Gabriel Cualladó, Francisco Ontañón, Joaquín Rubio Camín, Leonardo Cantero, Francisco "Paco" Gómez Martínez y Ramón Masats surgieron recelos en la asociación pero en 1963 Vielba junto a Fernando Gordillo y Juan Dolcet Santos se unió al grupo y se formó una corriente innovadora en el seno de la misma, llamada Escuela de Madrid. Este movimiento supuso un cambio de rumbo en la fotografía madrileña que estaba muy penetrada por el pictorialismo y la fotografía de salón.
A partir de 1960 participa en numerosos concursos fotográficos obteniendo diversos premios: Perutz Internacional (1960), Premio Nacional de Bellas Artes (1962), etc. Desde 1964 hasta su fallecimiento fue presidente de la Real Sociedad Fotográfica.
En 1961 comienza a colaborar en la revista Arte Fotográfico con artículos de crítica fotográfica, lo que realizó durante 18 años hasta el declive de la misma. Otras colaboraciones suyas se encuentran en Cuadernos de Fotografía (1972-1974), la revista de la RSF (1973-1981), La Fotografía (1989-1991), Foto Profesional (1990-1992), Imagen y Sonido, El Juguete, Flash Foto, Nueva Lente, Zoom, Diorama, etc. Paralelamente participa en numerosas exposiciones.
Otra actividad a la que dedicaba bastante tiempo es a la participación en conferencias, debates y actuaciones como jurado en concursos fotográficos. A partir de esta actividad recorre toda España y su obra se puede encontrar en numerosas publicaciones.
En 2009 el Museo valenciano de la ilustración y la modernidad realizó una exposición retrospectiva con el título Gerardo Vielba 1921-1992: retratos con aire y tiempo. En 2021 la Comunidad de Madrid realizó otra retrospectiva llamada Gerardo Vielba, fotógrafo, 1921-1992
Su obra puede encontrarse en el Museo Nacional Centro de Arte Reina Sofía, el Museo de Arte Contemporáneo (Madrid), el Instituto Valenciano de Arte Moderno (IVAM) o la Colección Alcobendas.